# Chorthippus loratus
Chorthippus loratus är en insektsart som först beskrevs av Fischer von Waldheim 1846.  Chorthippus loratus ingår i släktet Chorthippus och familjen gräshoppor. Inga underarter finns listade i Catalogue of Life.